# 豆狀石

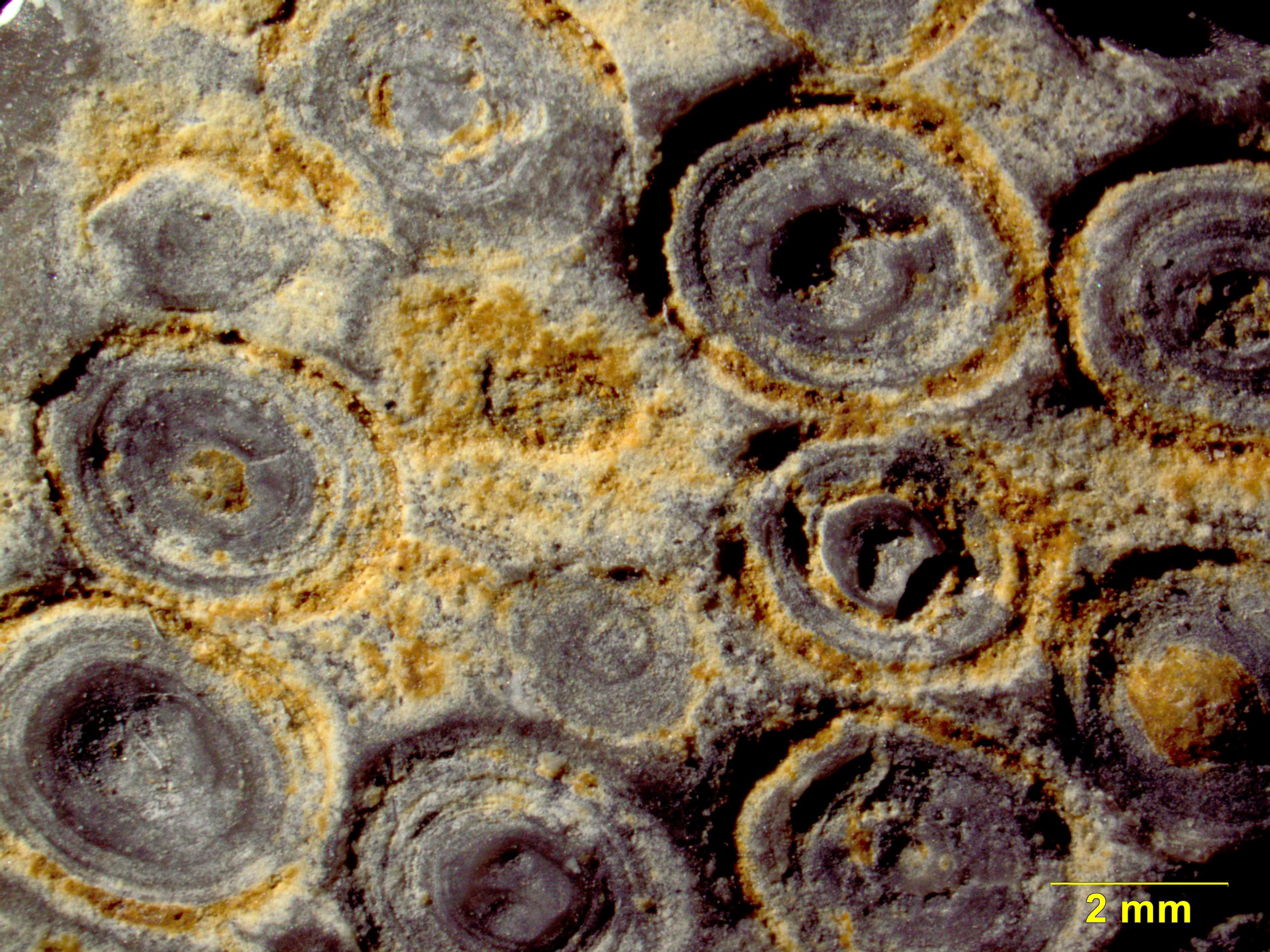
豆狀石，產地：賓州東部的 Conococheague 石灰岩（上寒武紀）

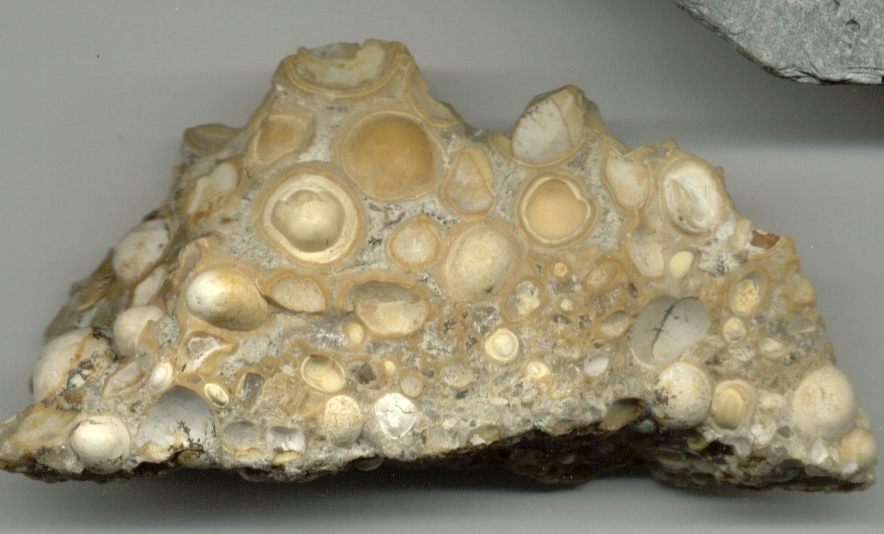
豆狀石，產地：巴西裡約熱內盧

豆狀石（英語：pisolite）是指具有豆状构造的碳酸盐岩或其他的沉积岩石。由豆粒組成的沉積岩，其中豆顆粒近似球形，由碳酸鈣同心層組成，其直徑可達到10毫米，同心層中心有一個結核顆粒。這個名字起源於希臘語中豌豆的意思。鋁土礦、褐鐵礦和菱鐵礦通常具有此種豆狀結構。

## 成因
豆狀石的成因有兩種，有機成因認為是與藻類活動有關的產物。例如在墨西哥州南部和德克薩斯州西部瓜達盧佩山脈的二疊紀豆狀石已被認為是淺潟湖藻類活動的產物。大部分豆狀石都屬無機成因，由碳酸鈣圍繞一個結核顆粒在淺海中沉積。淺海沉積環境是根據豆狀石常與疊層石、片狀礫岩、泥屑灰岩、砂質灰岩、鮞粒結構沉積物共存，以及豆狀石有交錯層理和巨波紋等淺海環境結構。豆狀石在湖相沉積物中亦有報導。在澳洲洞穴和礦井底部水池中也有發現豆狀石。